# Croton margaritensis
Croton margaritensis là một loài thực vật có hoa trong họ Đại kích. Loài này được J.R.Johnst. mô tả khoa học đầu tiên năm 1905.